# Khởi nghĩa Xích Mi
Khởi nghĩa Xích Mi (chữ Hán: 赤眉) là lực lượng khởi nghĩa thời nhà Tân trong lịch sử Trung Quốc chống lại sự cai trị của Vương Mãng. Xích Mi quân cùng Lục Lâm quân là những lực lượng chống nhà Tân mạnh nhất nhưng sau cùng đã thất bại trong cuộc chiến với vua Quang Vũ Đế nhà Đông Hán.

## Tên gọi và đặc điểm
Tên gọi Xích Mi xuất phát từ việc quân khởi nghĩa muốn phân biệt với quân triều đình nên vẽ lông mày màu đỏ. Do đó họ được gọi là Xích Mi (nghĩa là "lông mày đỏ").
Trong quá trình hoạt động, quân Xích Mi không có văn thư, cờ xí, không đặt bộ khúc; hiệu lệnh, kỷ luật trong quân chỉ có giao ước bằng miệng với nhau.

## Khởi binh
Trong khi đời sống xã hội bị xáo trộn vì những cuộc cải cách của nhà Tân, chiến tranh với các ngoại tộc xung quanh kéo dài nhiều năm khiến nhân dân căm phẫn vì phải đi lính thú và cung đốn quân phí. Cùng lúc đó, trong nước lại xảy ra mất mùa, hạn hán, nạn châu chấu, vỡ đê sông Hoàng Hà… khiến cho đời sống nhân dân ngày càng quẫn bách. Trong hoàn cảnh đó, khởi nghĩa binh biến chống triều đình đã nổ ra khắp nơi. Cùng với khởi nghĩa Lục Lâm, khởi nghĩa Xích Mi là một trong 2 cuộc khởi nghĩa chống nhà Tân có quy mô lớn nhất.
Sau khi các cuộc khởi nghĩa của Lã Mẫu và Lục Lâm nổ ra (năm 16 và 17), sang năm 18, hơn 100 người nghèo khổ ở Lang Nha theo Phàn Sùng khởi nghĩa ở đất Cử. Do hai vùng Thanh châu, Từ châu mắc thiên tai, nhân dân đi theo Phàn Sùng rất đông. Được ít lâu, cánh quân của Phùng An và Dương Âm có vài vạn người về quy phục Phàn Sùng. Một thời gian sau, khi Lã Mẫu chết, tàn quân cũng kéo về theo Phàn Sùng. Quân Xích Mi lập căn cứ ở Thái Sơn, hoạt động ở Thái Am, Lai Vu, Phì Thành, Bình Âm, Đông A thuộc nam bắc sông Hoàng Hà.
Quân Xích Mi kế thừa cách xưng hô của quan lại địa phương nhà Hán: thủ lĩnh các cấp gọi là Tam lão, Tùng sự, Tốt lại… Những người trong quân gọi nhau là "cự nhân". Trong quân Xích Mi đặt ra giao ước kỷ luật bằng miệng:
Kẻ giết người phải chết, kẻ làm người bị thương phải bị thương tương tự.

## Chống Lưu Huyền

### Gia nhập và ly khai
Trong khi đó tại Nam Dương ở phía tây, quân khởi nghĩa Lục Lâm cũng lớn mạnh rất nhanh. Các thủ lĩnh Lục Lâm lập hoàng thân Lưu Huyền lên ngôi vua với danh nghĩa khôi phục nhà Hán. Quân Lục Lâm liên tiếp đánh bại quân nhà Tân, đặc biệt sau trận Côn Dương giữa năm 23, 42 vạn quân chủ lực nhà Tân đã bị đánh tan rã. Thừa thắng, quân Lục Lâm đánh chiếm Lạc Dương và Trường An, giết chết Vương Mãng, lật đổ nhà Tân.
Tháng 10 năm 23, Canh Thủy Đế Lưu Huyền dời đô về Lạc Dương và tổ chức triều đình.
Nghe tin quân Lục Lâm làm chủ Trường An, thủ lĩnh Phàn Sùng sai người đến yết kiến và tỏ ý quy phục. Lưu Huyền phong cho hơn 20 tướng Xích Mi tước hầu. Tuy nhiên một thời gian sau, phe Lục Lâm lại bài xích phe Xích Mi, vì vậy Phàn Sùng và các thủ hạ quyết định ly khai Lưu Huyền.
Mặc dù diệt được nhà Tân nhưng phạm vi quản lý của Canh Thủy Đế chỉ bao gồm Quan Trung, Lạc Dương, Giang Hoài và Kinh châu, các nơi khác do các lực lượng nhân danh chống Vương Mãng nổi dậy chiếm giữ. Lúc đó vùng Hà Bắc vẫn do các tướng do Vương Mãng bổ nhiệm và các cánh quân khởi nghĩa chia nhau nắm giữ. Tháng 2 năm 24, Canh Thủy Đế vào Trường An, phong bừa cho các họ hàng, tông thất các công thần làm chư hầu, vương. Các nhân tài không được trưng dụng. Vì vậy mọi người đều thất vọng.
Một tướng Lục Lâm, vốn là tông thất nhà Hán là Lưu Tú cũng muốn ly khai Lưu Huyền vì có thù giết anh là Lưu Diễn, bèn xin đi trấn thủ Hà Bắc để bình định các lực lượng chưa thần phục. Mùa thu năm 24, quân Xích Mi ở Sơn Đông chia làm nhiều đường, liên kết với các cánh quân cát cứ tại Thanh Độc, Đại Dung đang hoạt động ở Xạ Khuyển chống lại Lưu Tú – lúc đó vẫn nhân danh Lưu Huyền. Lưu Tú điều binh đánh bại, quân Xích Mi phải chuyển đi nơi khác.

### Lật đổ Lưu Huyền
Sau một thời gian củng cố lực lượng, Phàn Sùng quyết tâm đánh diệt Canh Thủy Đế. Để ngăn thuộc hạ nhớ nhà quay về đông, Phàn Sùng chia quân làm hai cánh tiến về tây thảo phạt Lưu Huyền. Đầu năm 25, hai cánh quân Xích Mi hội nhau ở Hoằng Nông. Quân tiên phong Lục Lâm ra đánh chặn bị quân Xích Mi đánh bại.
Quân Xích Mi tụ được 30 vạn người, chia làm 30 trại, mỗi trại 1 vạn người. Để có danh chính chống Lưu Huyền, khi đi đến Hoa Âm, Phàn Sùng tìm tông thất nhà Hán để lập làm vua. Ông tìm được cháu của Thành Dương Cảnh vương Lưu Chương tên là Lưu Bồn Tử mới 15 tuổi, đang đi chăn trâu, lập làm vua, đặt niên hiệu là Kiến Thế, tức là vua Kiến Thế Đế, với danh nghĩa tái lập nhà Hán. Từ Tuyên được phong làm Thừa tướng, Phàn Sùng làm Ngự sử đại phu, Phùng An làm Tả đại tư mã, Tạ Lộc làm Hữu đại tư mã.
Trong khi đó, tháng 6 năm 25, Lưu Tú cũng xưng đế ở Hạo Nam, cũng đặt quốc hiệu là Hán lấy niên hiệu là Kiến Vũ – công khai chống lại Lưu Huyền. Cùng thời điểm đó có 3 vua Hán là Lưu Huyền (Lục Lâm), Lưu Bồn Tử (Xích Mi) và Lưu Tú.
Mùa thu năm 25, quân Xích Mi tiến đến Cao Lăng và sắp vào tới Trường An. Vì quân chủ lực 30 vạn người của Lục Lâm đã giao cho Chu Vĩ đi trấn giữ Lạc Dương để chống Lưu Tú nên lực lượng ở lại không đủ mạnh để chống quân Xích Mi. Trong thành Trường An hoảng loạn. Canh Thủy Đế sai Lý Tùng mang quân ra chặn đánh quân Xích Mi nhưng Tùng nhanh chóng bại trận, bị Phàn Sùng bắt sống.
Các đại thần ở Trường An mưu ép Canh Thủy Đế chạy về phía đông. Mưu sự bại lộ, Lưu Huyền giết chết 3 vương chư hầu là Thân Đồ Kiến, Trần Mục và Thành Đan. Các tướng khác là Vương Khuông, Trương Ngang, Liêu Trạm, Hồ Ân bèn mưu sự lần thứ hai, dẫn quân vào đánh Canh Thủy Đế lần nữa để bắt sống mang về đông. Hai bên kịch chiến trong cung Canh Thủy. Lưu Huyền thua trận bỏ chạy về Tân Phong, ra mặt thù địch với các tướng. Không thể tiếp tục hợp tác với Lưu Huyền, Vương Khuông cùng các tướng bèn ra hàng quân Xích Mi, cùng đánh Trường An.
Quân Xích Mi đánh chiếm được Trường An. Lưu Huyền đường cùng cũng đành phải xin hàng. Tháng 12 năm 25, quân Xích Mi treo cổ Lưu Huyền.
Trong khi quân Xích Mi tây tiến đánh Trường An thì Hán Quang Vũ Đế Lưu Tú sai Sầm Bành vây đánh Lạc Dương. Tháng 9 năm 25, nghe tin nội bộ Lưu Huyền lục đục và thất thế trước quân Xích Mi, Chu Vĩ bèn mở cửa thành đầu hàng Sầm Bành. Thu được hàng binh của Chu Vĩ, Lưu Tú nắm được lực lượng quân đội đông đảo, mạnh lên rất nhiều.

## Thất bại

### Giằng co ở Trường An
Quân Xích Mi làm chủ Trường An, xưng là có trăm vạn người. Lực lượng quân Xích Mi và số đông tướng sĩ là nông dân thuần phác, bị lực lượng địa chủ rất thù địch, thực thi kế vườn không nhà trống, đóng kín cửa không nghênh đón và không cấp lương. Vì vậy sau một thời gian ngắn, quân Xích Mi bị thiếu lương thực trầm trọng.
Đầu năm 26, quân Xích Mi phải dời Trường An rời đến An Định và Bắc Địa tìm lương thực.
Trên đường lên phía tây bắc, quân Xích Mi lại gặp bão tuyết lớn, quân sĩ bị chết cóng rất nhiều. Sau đó, quân Phàn Sùng lại bị quân cát cứ của Quỳ Ngao ở Lũng Tây tập kích, đành phải quay trở lại Trường An. Trong lúc quân Xích Mi rút đi, Lưu Tú đã sai Đặng Vũ đánh chiếm thành bỏ trống.
Thấy quân Xích Mi quay lại, Đặng Vũ mang quân đánh chặn ở Úc Di. Quân Xích Mi giao chiến đánh bại quân Đặng Vũ, Vũ phải bỏ chạy về Vân Dương. Tháng 9 năm 26, quân Xích Mi lại vào được Trường An.
Sau đó, Đặng Vũ tiếp tục mang quân tập kích Trường An một trận nữa nhưng vẫn bị Phàn Sùng đánh bại. Lực lượng cát cứ của Diên Sầm ở Hán Trung đến đánh Trường An, cũng bị quân Xích Mi đánh lui. Trong lúc chủ quan, quân Xích Mi bị bộ tướng cũ của Lưu Huyền là Lý Bảo mang quân đánh lén, bị thua nặng, chết 10 vạn người.

### Về đông và bại trận
Lúc đó khu giáp ranh Trường An lại xảy ra đói lớn, thành quách trống không, quân Xích Mi lại bị thiếu lương. Vì vậy đến tháng 12 năm 26, Phàn Sùng lại rút khỏi Trường An về phía đông, lực lượng chỉ còn 20 vạn người. Trước khi rút khỏi Trường An, quân Xích Mi đào bới lăng mộ các vua nhà Hán để lấy châu báu.
Lưu Tú thấy Đặng Vũ liên tiếp thua trận bèn sai Phùng Dị đi đánh quân Xích Mi. Tháng 2 năm 27, Phùng Dị và Đặng Vũ truy kích quân Xích Mi, hai bên gặp nhau ở Hồi Khê. Phàn Sùng đánh bại cánh quân Phùng Dị.
Thắng trận, Phàn Sùng tiếp tục tiến về đông, nhưng Lưu Tú đã bố trí thêm tướng Hầu Tiến đóng đồn ở Tân An và Cảnh Yểm đóng ở Nghi Dương đón đánh. Quân Xích Mi bất ngờ bị hai cánh quân chặn đánh ở địa phận hiểm yếu tại Hào Để, trở tay không kịp. Trong khi đó cánh quân của Phùng Dị và Đặng Vũ cũng dồn đuổi tới từ phía sau. Phàn Sùng đại bại, dẫn quân chạy sang hướng nam, về Nghi Dương.
Lưu Tú dẫn quân đến Nghi Dương, bố trí quân mai phục. Quân Xích Mi mỏi mệt sau nhiều trận giao chiến và di chuyển đường xa, lương thực lại hết, cùng đường không thể chống cự lại được. Phàn Sùng đành mang vua Kiến Thế Đế và 10 vạn quân ra hàng Lưu Tú. Lưu Tú cho hàng, tha tất cả không giết.
Sau đó các thủ lĩnh quân Xích Mi đều được Lưu Tú cấp nhà cửa và đất đai, cho mang vợ con đến định cư ở kinh thành Lạc Dương.
Quân Xích Mi được coi là đông nhất, thiện chiến nhất và trước sau giữ được bản sắc nông dân, hoạt động trong 10 năm cuối cùng bị đánh bại hoàn toàn, quy phục triều đình Đông Hán.

## Các thủ lĩnh quân Xích Mi
- Phàn Sùng
- Từ Tuyên
- Phùng An
- Tạ Lộc